# Nykirke
Nykirke este o localitate din comuna Horten, provincia Vestfold, Norvegia, cu o suprafață de 0,48 km² și o populație de 707 locuitori (2013).